# Arhopala corthatha
Arhopala corthatha är en fjärilsart som beskrevs av Hans Fruhstorfer 1914. Arhopala corthatha ingår i släktet Arhopala och familjen juvelvingar. Inga underarter finns listade i Catalogue of Life.